# Christian Danowicz
Christian Danowicz (ur. 21 grudnia 1983, Buenos Aires) – francusko-argentyński skrzypek i dyrygent o polskich korzeniach, mieszkający we Wrocławiu.

## Życiorys
Christian Danowicz urodził się w 1983 r. w Buenos Aires, w Argentynie. Naukę gry na skrzypcach rozpoczął w wieku lat 4 pod okiem swojego ojca, Enrique Danowicza, skrzypka i pedagoga. Jest absolwentem Konserwatorium Muzycznego w Tuluzie (Francja), które ukończył z wyróżnieniem w klasie skrzypiec prof.Gillesa Colliarda. W roku 2010 otrzymał tytuł magistra sztuki na Uniwersytecie Muzycznym im.F. Chopina w Warszawie, gdzie studiował skrzypce pod kierunkiem prof. Julii i Krzysztofa Jakowiczów. Na tej samej uczelni ukończył studia licencjackie w klasie dyrygentury symfoniczno – operowej prof. Antoniego Wita i prof. Tomasza Bugaja.
Jest laureatem III nagrody na IV Międzynarodowym Konkursie Skrzypcowym im. T. Wrońskiego w Warszawie (2009), na którym został też wyróżniony nagrodą specjalną dla najciekawszej indywidualności artystycznej konkursu oraz dla najlepszego studenta UMFC w Warszawie. W roku 2010 otrzymał I nagrodę na Konkursie Muzyki Kameralnej podczas festiwalu Duxbury Music Festival w U.S.A.
Od 2010 r. Christian Danowicz jest koncertmistrzem NFM Orkiestry Leopoldinum we Wrocławiu, z którą regularnie występuje również jako solista i dyrygent. 
Jest współzałożycielem NFM Trio Solistów Leopoldinum, które w roku 2012 otrzymało stypendium na studia podyplomowe w Reina Sofia School of Music (Madryt) w klasie kameralistyki prymariusza Alban Berg Quartet, Güntera Pichlera.
W 2014 r., pod kierunkiem prof J. Pietrzaka, uzyskał stopień doktora Akademii Muzycznej im. K. Lipinskiego we Wrocławiu, gdzie obecnie prowadzi własną klasę skrzypiec.
W 2017 r. otrzymał stopień doktora habilitowanego,  a od 2019 r. jest również wykładowcą  na Uniwersytecie Muzycznym im. F. Chopina w Warszawie.
Płyty NFM Orkiestry Leopoldinum  Made in Poland (2018) oraz Supernova (2019), na których Christian Danowicz występuje jako solista, aranżer i dyrygent, zostały nagrodzone prestiżową statuetką  „Fryderyk”.
Christian Danowicz ma na swoim koncie występy w U.S.A, Wenezueli, Niemczech, Francji, Szwajcarii, Luksemburgu, Włoszech, na Ukrainie, Litwie i w Polsce, gdzie jako solista wystąpił z towarzyszeniem Płockiej Orkiestry Symfonicznej, Filharmonii Lubelskiej, Filharmonii Koszalińskiej, Orkiestry Symfonicznej Filharmonii Wrocławskiej, Orkiestry Kameralnej Leopoldinum, Filharmonii Bałtyckiej i Filharmonii Narodowej w Warszawie.
Jest pomysłodawcą i współorganizatorem festiwalu muzycznego „Musique au Leman” w Thonon we Francji, gdzie corocznie odbywają się koncerty muzyki symfonicznej i kameralnej z jego udziałem. Jest regularnie zapraszany na międzynarodowe mistrzowskie kursy muzyczne m.in. „Danish Strings” w Danii oraz „Śląskie Lato Muzyczne” w Opolu.
Zagrał dyrygenta w filmie 80 milionów z 2011 roku.

## Dyskografia
- 2011: Vivaldi & Piazzolla: 8cho Estaciónes [Dux]
- 2012: Leopoldinum Soloist String Trio [JB Records]
- 2013: Inspiration Parisiennes [JB Records]
- 2015: Gabriel Fauré: Piano Quartets [JB Records]
- 2017: Made in Poland [Dux]
- 2017: Erich Wolfgang Korngold: Symphonic Serenade op. 39, Sextet op. 10 [cpo]